# Helixanthera periclymenoides
Helixanthera periclymenoides là một loài thực vật có hoa trong họ Loranthaceae. Loài này được (Engl. & K. Krause) Balle mô tả khoa học đầu tiên năm 1982.